# Covenant Life
Covenant Life – jednostka osadnicza w Stanach Zjednoczonych, w stanie Alaska, w okręgu Haines.